# Nico Hischier
Nico Hischier (ˈhɪˌʃiəɾ; * 4. Januar 1999 in Naters) ist ein Schweizer Eishockeyspieler, der seit Juli 2017 bei den New Jersey Devils aus der National Hockey League unter Vertrag steht und das Team seit Februar 2021 als Kapitän anführt. Im NHL Entry Draft 2017 wurde er als First Overall Draft Pick von den Devils ausgewählt. Sein älterer Bruder Luca ist ebenfalls professioneller Eishockeyspieler.

## Karriere

### Jugend
Hischier begann seine Karriere bei den Junioren des EHC Visp. Im Alter von 15 Jahren wechselte er 2014 in die Jugendabteilung des SC Bern, wo er ein Jahr später bei den Profis in der National League A debütierte. Er absolvierte in der Saison 2015/16 15 Spiele für Bern in der NLA sowie auf Leihbasis sieben für Visp in der National League B. Nach der Saison wurde Hischier im CHL Import Draft 2016 an sechster Stelle ausgewählt und wechselte in der Folge nach Kanada zu den Halifax Mooseheads in die Ligue de hockey junior majeur du Québec (LHJMQ). In seiner ersten Saison in Halifax führte er alle Rookies der Liga in Toren (38), Vorlagen (48) und Scorerpunkten (86) an und wurde infolgedessen mit der Trophée Michel Bergeron bzw. der Coupe RDS als bester Neuling ausgezeichnet. Zugleich wählte man ihn ins LHJMQ All-Rookie Team und kürte ihn mit der Trophée Michael Bossy, die den Spieler ehrt, dem die besten Chancen auf eine erfolgreiche Karriere in der National Hockey League (NHL) eingeräumt werden. Zudem ehrte ihn die Canadian Hockey League, die die drei grossen kanadischen Juniorenligen gemeinsam repräsentiert, als CHL Rookie of the Year.

### NHL
Im NHL Entry Draft 2017 wurde erwartet, dass Hischier als einer der ersten Spieler gezogen wird, so schätzte der Central Scouting Service der NHL den Angreifer an Position zwei der nordamerikanischen Feldspieler ein. Im eigentlichen Draft wurde er dann an erster Gesamtposition von den New Jersey Devils ausgewählt und wurde somit zum am höchsten ausgewählten Schweizer der NHL-Geschichte. Nur wenige Wochen nach dem Draft erhielt der Eidgenosse im Juli 2017 einen NHL-Einstiegsvertrag zu den Maximalkonditionen von den Devils.
Im Rahmen der Saisonvorbereitung erarbeitete er sich einen Platz im NHL-Aufgebot der Devils und debütierte somit im Oktober 2017 in der NHL. Zudem ehrte man ihn im Dezember 2017 im Rahmen der Swiss Sports Awards als Newcomer des Jahres. In seiner ersten Spielzeit in New Jersey erzielte der Angreifer 52 Punkte und hatte als zweitbester Scorer des Teams (hinter Taylor Hall) wesentlichen Anteil daran, dass die Devils erstmals seit sechs Jahren die Playoffs erreichten. Dort unterlag man allerdings in der ersten Runde den Tampa Bay Lightning. Nachdem er seine Leistungen in der Saison 2018/19 hatte bestätigen können, unterzeichnete er im Oktober 2019 einen neuen Siebenjahresvertrag in New Jersey, der ihm mit Beginn der Spielzeit 2020/21 ein durchschnittliches Jahresgehalt von 7,25 Millionen US-Dollar einbringen soll.
Im Februar 2021 wurde Hischier zum zwölften Mannschaftskapitän in der Geschichte der Devils ernannt und trat dabei die Nachfolge von Andy Greene an. Nach Mark Streit und Roman Josi ist er damit der dritte Schweizer, der dieses Amt in der NHL bekleidet. Zudem war er zum Zeitpunkt der Ernennung jüngster Kapitän aller 31 NHL-Teams. Von der Saison 2020/21 verpasste er jedoch den Grossteil aufgrund eines Bruchs der Stirnhöhle.

### International
Im Juniorenbereich nahm Hischier für die Schweiz an den U18-Junioren-Weltmeisterschaften 2015 sowie 2016 und den U20-Junioren-Weltmeisterschaften 2016 und 2017 teil.
Ende April 2019 debütierte Hischier für die Schweizer Herren-Nationalmannschaft in einem Vorbereitungsspiel gegen Frankreich. Dabei gelang ihm im letzten Spieldrittel nicht nur sein erstes Länderspieltor, sondern auch ein «lupenreiner» Hattrick. Anschliessend vertrat er sein Heimatland bei der Weltmeisterschaft 2019, ebenso wie in den Jahren 2021, 2022, 2023, 2024 und 2025. Dabei gewann der Stürmer in den Jahren 2024 und 2025 die Silbermedaille.

## Erfolge und Auszeichnungen
| - 2014 Schweizer Meister mit den Elite-Novizen des SC Bern - 2015 Schweizer Meister mit den Elite-Novizen des SC Bern - 2016 Schweizer Meister mit den Elite-A-Junioren des SC Bern - 2017 Coupe RDS - 2017 Trophée Michel Bergeron - 2017 Trophée Michael Bossy | - 2017 LHJMQ All-Rookie Team - 2017 CHL Rookie of the Year - 2017 E. J. McGuire Award of Excellence - 2017 Newcomer des Jahres der Swiss Sports Awards - 2020 Teilnahme am NHL All-Star Game |

### International
- 2024 Silbermedaille bei der Weltmeisterschaft
- 2025 Silbermedaille bei der Weltmeisterschaft

## Karrierestatistik
Stand: Ende der Saison 2024/25

### International
Vertrat die Schweiz bei:
| - Europäisches Olympisches Winter-Jugendfestival 2015 - U18-Junioren-Weltmeisterschaft 2015 - Ivan Hlinka Memorial Tournament 2015 - U20-Junioren-Weltmeisterschaft 2016 - U18-Junioren-Weltmeisterschaft 2016 - Ivan Hlinka Memorial Tournament 2016 - U20-Junioren-Weltmeisterschaft 2017 | - U18-Junioren-Weltmeisterschaft 2017 - Weltmeisterschaft 2019 - Weltmeisterschaft 2021 - Weltmeisterschaft 2022 - Weltmeisterschaft 2023 - Weltmeisterschaft 2024 - Weltmeisterschaft 2025 |

(Legende zur Spielerstatistik: Sp oder GP = absolvierte Spiele; T oder G = erzielte Tore; V oder A = erzielte Assists; Pkt oder Pts = erzielte Scorerpunkte; SM oder PIM = erhaltene Strafminuten; +/− = Plus/Minus-Bilanz; PP = erzielte Überzahltore; SH = erzielte Unterzahltore; GW = erzielte Siegtore; 1 Play-downs/Relegation; Kursiv: Statistik nicht vollständig)